# اچ‌ام‌اس مرماید (۱۷۴۹)
اچ‌ام‌اس مرماید (۱۷۴۹) (به انگلیسی: HMS Mermaid (1749)) یک کشتی بود که طول آن ۱۱۴ فوت ۱۰٫۵ اینچ (۳۵٫۰۱۴ متر) بود. این کشتی در سال ۱۷۴۹ ساخته شد.